# 香港警察學院獎項
香港警察學院獎項乃為香港警察學院每次舉行結業會操（英文：Passing Out Parade，縮寫：POP）時，主禮嘉賓會向學業成績優異的學習警員和見習督察所頒發的獎項。

## 銀笛獎
銀笛獎（俗稱銀雞頭；英文：The Silver Whistle Award）為香港警察學院外，警察機動部隊及結業前的警察少年訓練學校亦設有的獎項。每獲頒發獎項的候選人必須擁有整體的優秀表現（包括步操、射擊、體能、工作實習等），經由教官和上級推薦，並且能夠通過面試審核。銀笛獎得獎者為每屆學習警員畢業各班的第一名（獲獎人數：每班一名）。

## 薛富盃
薛富盃（英文：Shave Cup），以前警务处高级助理处长薛富命名，每獲頒發獎項的候選人必須擁有整體的優秀表現（包括步操、射擊、體能、工作實習等），經由教官和上級推薦，並且能夠通過面試審核。薛富盃得獎者為每屆學習警員畢業各班的銀笛獎得獎者當中的第一名（獲獎人數：每屆一名）。

## 榮譽警棍
榮譽警棍（英文：Baton of Honour），每獲頒發獎項的候選人必須擁有整體的優秀表現（包括步操、射擊、體能、工作實習等），經由教官和上級推薦，並且能夠通過面試審核。榮譽警棍得獎者為每屆見習督察畢業各班的第一名（獲獎人數：每班一名）。首支榮譽警棍頒發於1960年10月15日，由副督察Porter獲得。

## 施禮榮盾
施禮榮盾（英文：Brian Slevin Trophy），以前警務處處長施禮榮命名，每獲頒發獎項的候選人必須擁有整體的優秀表現（包括步操、射擊、體能、工作實習等），經由教官和上級推薦，並且能夠通過面試審核。施禮榮盾得獎者為每屆見習督察畢業各班的榮譽警棍得獎者當中的第一名（獲獎人數：每屆一名）。但施禮榮盾得獎者，未必會同時獲頒處長嘉許學業成績優異證書。